# صمیمت (بهترین‌های یانی)
صمیمت (بهترین‌های یانی) (به انگلیسی: Devotion (The Best of Yanni)) آلبومی گردآوری شده از یانی می‌باشد که در سال ۲۶ اوت ۱۹۹۷ منتشر شده‌است.